# 井上頼豊
井上 頼豊（いのうえ よりとよ、1912年11月19日 - 1996年11月18日）は、日本のチェロ奏者、音楽教育者。日本チェロ界の代表的先駆者のひとり。国学者の井上頼圀は祖父。アレンジャー・キーボーディストの井上鑑は実子。

## 人物
戦前のプロレタリア音楽家同盟に参加、戦後はうたごえ運動の理論、音楽面の指導者としても活動した。パブロ・カザルスを敬愛し、『鳥の歌』を愛奏した。うたごえ運動を担っている株式会社音楽センターが製作したＣＤ録音に、ベートーヴェンのチェロソナタや日本のチェロ曲などがある。
音楽教育者として、桐朋学園大学や同大学附属「子供のための音楽教室」で後進の指導に当たり、鈴木秀美、長谷川陽子、古川展生、工藤すみれらを輩出。
執筆活動では、ショスタコーヴィチやプロコフィエフの伝記を著すなど、日本での彼らの音楽受容に貢献した。

## 略歴
- 1929年から伊達三郎、ハインリヒ・ヴェルクマイスター、斎藤秀雄にチェロを師事。東京音楽学校（現・東京芸術大学音楽学部）中退。音楽理論をクラウス・プリングスハイム、室内楽をヨーゼフ・ローゼンシュトックに学ぶ。
- 1934年、エマヌエル・フォイアマンにレッスンを受ける。
- 1934年-1943年、新交響楽団（現在のNHK交響楽団）のチェロ奏者。
- 第二次世界大戦後はソ連に抑留され、1948年に帰国（シベリア抑留）。
- 1961年、来日したパブロ・カザルスに公開レッスンを受ける。
- 1974年、第5回チャイコフスキー音楽コンクールのチェロ部門審査員。以降第8回まで務める。

## 著書
- シベリアの音楽生活 ナウカ社 1949
- ロシアの民謡 筑摩書房 1951
- ソヴェト音楽の三十年 筑摩書房 1952
- 新しい合唱読本 三一書房 1953
- ショスタコーヴィッチ 音楽之友社 1957
- ソヴェトの音楽教育 音楽之友社 1959
- あなたの音楽手帖 1967 (新日本新書)
- プロコフィエフ 音楽之友社 1968 (大音楽家・人と作品)
- カザルスの心 平和をチェロにのせて 1991.8 (岩波ブックレット)
- 聞き書き井上頼豊 音楽・時代・ひと 外山雄三,林光編 音楽之友社 1996.3
- 回想のカザルス 1996.12 (新日本新書)

## 編著
- ソヴェト合唱曲集 筑摩書房 1953
- 青年歌集ピアノ伴奏曲集 第1集 関鑑子共編 音楽センター 1956
- うたごえよ翼ひろげて 新日本出版社 1978.9
- 語り継ぐ斎藤秀雄のチェロ教育 長谷川武久共編 音楽之友社 1987.7

## 翻訳
- 音楽美学と唯物論 ソフィア・リッサ 田村一郎共訳 三一書房 1956
- ロシア民謡 第1 ア・イワーノフ編 理論社 1956